# 張奧偉
張奧偉爵士，CBE，QC，SC，JP（1922年1月22日—2003年12月10日），香港資深大律師，有香港法律界教父之稱。1946年香港重光不久，曾代理拔萃男書院校長一職。

## 生平
張奧偉香港第一個華人御用大律師、第一個華人馬會主席。1970年代他獲委任為立法局首席非官守議員及行政局議員。張奧偉是今日香港法律界不少精英，包括余若薇、吳靄儀及陳景生等的“啟蒙老師”。
張奧偉在1929年至1938年間就讀於拔萃男書院（小學及中學），1938年至1941年在香港大學修讀數學及化學，入住馬禮遜堂。二次大戰期間先後遷往澳門、广州湾，曾協助英軍監視日軍在南中國的活動，1942年成為英國駐印度聯絡官。戰後於1947年至1949年獲得獎學金進入英國牛津大學，後在1946年至1950年於英國林肯律師學院取得大律師資格。1951年在香港獲取大律師執業資格，1965年成為御用大律師。1952年擔任香港大律師公會義務秘書，並在1966年擔任公會主席，1996年成為香港大律師公會永久會員。

## 家庭及生活
張奧偉之父為港上名紳張裕沛（Cheung U Pui），為著名買辦張祥芝（Cheung Tseung Che）之子、Cheung U Kow之弟，母Elizabeth Ellis，為伊利士·嘉道理爵士（Sir Ellis Kadoorie）之女。其弟張貫天（Donald Quentin Cheung）亦為大律師，替香港華懋集團處理法律事務，曾負責龔如心遺產案，張貫天子張雁坤（Anthony Cheung）為王德輝、龔如心的誼子。其妹張慧雲（Vivian Cheung）在日戰時期擔任香港義勇軍軍中護士，後長期於拔萃男書院任女舍監（matron）之職。張奧偉妻子鄭寶蓮於六十年代加入香港政府當政務官，九六年退休前是法援署署長。張奧偉之獨子名張潤坤（Rayner Cheung）。
張奧偉喜愛賽馬，曾與夏佳理合作養馬，前香港馬王翠河是他們共同擁有。他亦熱愛中國書畫，收藏不少珍貴名畫。
2003年9月23日下午，張奧偉在跑馬地藍塘道家中抽雪茄，被火柴燒著身上的絲質睡衣而燒傷，植皮手術後因真菌感染併發症，在同年12月10日清晨於瑪麗醫院深切治療部逝世，享年81歲。

## 擔任公職
- 香港大律師公會主席：1966年
- 立法局議員：1970年-1981年
- 行政局議員：1974年-1986年
- 英國林肯法學協會監事：1987年-

## 榮譽
- 爵士：1987年

## 以他命名的事物
- 明愛張奧偉國際賓館，位於香港田灣
- 張奧偉盃，曾是香港賽馬會主席賽馬日的盃賽場合之一，自2018/2019年馬季起停辦